# Sigurd Ibsen
Sigurd Ibsen (Oslo (Noruega), 23 de desembre de 1859 – Friburg de Brisgòvia, (Alemanya), 14 d'abril de 1930), va ser un autor, advocat i estadista noruec, que va exercir com a primer ministre de Noruega a Estocolm (1903–1905) i va tenir un paper central en la dissolució de la unió entre Noruega i Suècia el 1905.
Des de 1864 va estudiar a l'estranger, on s'havia traslladat amb els seus pares, primer a Múnic i després a Roma, a la Facultat de Dret del qual es va graduar amb la tesi La camera alta nel governo representativo. Tornat a Noruega el 1884, el 1845 va ingressar a la carrera diplomàtica, i va ocupar alguns càrrecs a la cort d'Estocolm, Washington i Viena, però ja el 1889 es va retirar a causa d'una dissidència que va tenir amb un dels superiors. Aleshores es va domiciliar a Cristiania (avui Oslo), on va començar una campanya a la premsa a favor de la supressió de la comunitat dels serveis consular i diplomàtic de Suècia i Noruega.
Des de 1896 fins a 1897 va donar conferències a la Universitat sobre sociologia. Entre 1892 i 1895 va ser redactor del diari Nyt Tidsskrift, després va editar el setmanari Ringeren (1898/99), des de les columnes del qual va defensar les opinions polítiques del seu pare polític Bjørnstjerne Bjørnson. El 1899 va ser nomenat director de la secció de Comerç, Navegació i Negocis estrangers del departament de l'Interior, i l'abril de 1902 membre de la secció del Consell d'Estat noruec d'Estocolm. Al comitè d'unió, encarregat de dur a terme la modificació de la institució consular fins aleshores vigent respecte dels dos països, va adoptar una posició intermèdia, advocant per un amigable conveni amb Suècia.
Combatut per aquesta causa per una part dels seus col·legues, va provocar una crisi parcial del Gabinet, que va acabar a primers de juny del 1903 amb la dimissió dels seus adversaris. El resultat de les eleccions desfavorable per als radicals, va obligar al Gabinet Blehr á dimitir; Ibsen es va encarregar, juntament amb Hagerup, de formar un ministeri (22 d'octubre de 1903) de caràcter liberal conservador, obtenint la cartera d'Estat i la Prefectura del Consell d'Estat noruec a Estocolm.
Entre els seus escrits relatius al problema de la unió, destaquen:
- Unionen (Cristiania, 1891);
- Maend og magler (Cristiania, 1894);
- Spoergsmaalet om et saerkilt konsulatvaensens, etc...(1901).